# 閉鎖経済
閉鎖経済（へいさけいざい、英: Closed Economy、ドイツ語: Autarkie）とは、マクロ経済学の用語で外国との金融･貿易取引をしていない経済のこと。スウェーデンの政治学者・政治家ルドルフ・チェーレンが「アウタルキー」（ドイツ語: autarkie、閉鎖経済）を提唱した。対義語は「開放経済」。

## 概要
マクロ経済学のモデルをつくるときに、前提条件として外国との取引がなく国内取引のみの場合を考えることがある。この際、
- 財政政策
- 国民所得
- 金利

などの経済要素が開放経済モデルとの対比として分析の対象とされる。

## 歴史
現代において「閉鎖的な国家」のイメージの代表格である北朝鮮でさえ、中国やロシア、ベトナムなどと公的な貿易関係を維持しているように、完全的に閉鎖経済と言える国家は存在しない。
以下の国家は歴史上において閉鎖経済を実行したとされている：
- 中国 - 明代の海禁体制下（後に緩和）
- ミャンマー（ビルマ） - ビルマ式社会主義体制(1962-1989)
- カンボジア - クメール・ルージュ政権下(1975-1979)
- ブータン王国(1999年まで)
- アフガニスタン - タリバン政権下(1996-2001)

日本の江戸時代の鎖国は外国との貿易が完全になかったわけではないが、強く限定されかつ厳格な管理下に置かれていたため極めて「閉鎖経済」的であると言える。
鎖国下の日本では自己完結的な経済循環システムが形成されていた。黒船来航以降、日本が世界的な資本主義体制に組み込まれ貿易を拡大した結果、世界の価格体系への調整過程で様々な混乱が招かれていた。米価の高騰や、二重為替レートの濫発などがその例である。